# 등너머의 찬스
세나카 고시노 찬스(背中越しのチャンス 등너머의 찬스[*])는 카메나시 카즈야와 야마시타 토모히사가 결성한 일본의 남성 아이돌 유닛 카메와 야마P의 싱글이다. 2017년 5월 17일 제이 스톰에서 발매되었다.

## 개요
2017년 2분기에 방송 된 NTV계 토요일 10시 드라마 《저, 운명의 사람입니다》의 주제곡을 위해, 카메나시 카즈야와 야마시타 토모히사가 팀을 이룬 기간 한정 유닛 카메와 야마P의 싱글. 두 사람에 의한 유닛은 지난 2005년 드라마 《노부타를 프로듀스》의 주제가인 슈지와 아키라의 〈청춘 아미고〉 이후 약 12년만의 신곡이다. CD 통상 반에 수록 된 〈역전 레볼루션〉은 〈청춘 아미고〉의 답가로 제작되었다. 작사는 모두 zopp가 다루고 있어 가사에 같은 문구를 넣는 등 경의적인 의미가 강한 작품이다.
카메나시는 KAT-TUN의 휴식 기간 동안 발매되는 작품으로 〈UNLOCK〉 이후 1년 2개월만의 싱글이다. 또한 야마시타에게는 〈SUMMER NUDE '13〉 이후 3년 10개월만의 싱글이다. 〈청춘 아미고〉는 당시 야마시타가 소속 해 있던 그룹 NEWS가 속한 레이블인 쟈니스 엔터테인먼트에서 발매되었지만, 이번 작품은 카메나시의 소속 된 그룹 KAT-TUN이 속한 제이 스톰에서 발매된다. 따라서 야마시타는 쟈니스 엔터테인먼트 (NEWS, 슈지와 아키라, 솔로 명의, GYM), 워너 뮤직 재팬 (솔로 명의), 빅터 엔터테인먼트 (The MONSTERS)와 함께 6명의 명의로 4개 레이블에서 음반을 발매하게 되었다.
본작은 2017년 5월 29일자 오리콘 주간 싱글 랭킹에서 첫 주 175,569장을 판매해 1위를 차지했다. Billboard JAPAN에 의한 차트에서는 첫주 누계 188,231장을 판매, 타이틀 곡 〈등너머의 찬스〉는 HOT 100 종합 1위를 차지했다.

## 수록곡

### 초회 한정반
CD
1. 등너머의 찬스 (背中越しのチャンス)
  - 작사·작곡 : KOUDAI IWATSUBO / 편곡 : 이시즈카 토모키
  - 곡 설명: NTV 드라마 저, 운명의 사람입니다의 주제가.

DVD
〈등너머의 찬스〉 비디오 클립 + 메이킹

### 초회 한정반 2
1. 등너머의 찬스 (背中越しのチャンス)
2. ~Follow me~ - 카메나시 카즈야의 솔로곡.
  - 작사 : 카메나시 카즈야 / 작곡 : Chris Wahle, CR / 편곡 : Chris Wahle, 요시오카 타쿠
3. BIRD - 야마시타 토모히사의 솔로곡.
  - 작사 : 야마시타 토모히사 / 작곡 : LDN Noise, Adrian Mckinnon, Takuya Harada / 편곡 : LDN Noise
4. SUPER FUNKER !!
  - 작사 : 후지이 유키, 작곡 : Dailydose / 편곡 : Elapse, John Napoléon, TAKAROT
5. ~Follow me~ (오리지널 가라오케)
6. BIRD (오리지널 가라오케)
7. SUPER FUNKER !! (오리지널 가라오케)

### 통상 반
1. 등너머의 찬스 (背中越しのチャンス)
2. Forever Summer
  - 작사 : 야마시타 토모히사, 카메나시 카즈야 / 작곡 : 야마시타 토모히사, 카메나시 카즈야, 니시자와 요시
3. 역전 레볼루션
  - 작사 : zopp / 작곡 : Janas Mengler, PINK PIERROT / 편곡 : Keiichi Otsuru
4. 등너머의 찬스 (오리지널 가라오케)
5. Forever Summer (오리지널 가라오케)
6. 역전 레볼루션 (오리지널 가라오케)